# Kerekes Sándor (mérnök)
Kerekes Sándor (Kolozsvár, 1941. október 6. –) erdélyi magyar gépészmérnök, politikus.

## Életpályája
A volt Református Kollégiumban, az akkori Ady Endre Középiskolában érettségizett,1959-ben, majd a kolozsvári Műszaki Egyetem gépészmérnöki karán folytatta tanulmányait és szerzett diplomát gyártástechnológia szakon. Az aradi vagongyárban kezdte szakmai pályafutását 1964-ben, utána tizenhat évig a kolozsvári Vasúti Műhelyek Vállalatnál  tervező és fejlesztó mérnök volt. A rendszerváltozás után, 1990-ben csatlakozott a frissen megalakult RMDSZ országos szervezetéhez, a Kolozs megyei magyar közösség gyarapításáért, fennmaradásáért végzett munka meghatározta egész további életútját. 1990 és 1995 között az RMDSZ országos titkárságán, majd ügyvezető elnökségén szervező referens és informatikus volt.  
2006-tól tizennégy évig megyei tanácsos volt, 2000 és 2008 között a Kolozs Megyei Tanács alelnöke. 2008-tól a Kárpátia Magyar-Román Kereskedelmi és Iparkamara tanácsosa. 
Magára vállalta Kolozs megye testvérmegyei kapcsolatainak elindítását, Fejér és Baranya vármegyével, a német Landshut megyével, Veneto és Lazio régiókkal az ő kitartó munkájának eredményeként születtek megállapodások. A Tetarom ipari park létrehozása is az ő nevéhez kötődik, a Fejér vármegyei tapasztalatcsere következményeként született meg a kolozsvári, illetve a későbbi Kolozs megyei ipari park terve. Szorgalmazta és támogatta a Kolozs megyei kistérségek megalakítását. Nagyban hozzájárult a kolozsvári Nehézgépgyár, majd az RMDSZ informatikai hálózatának megtervezéséhez és létrehozásához. 

## Tagságok
- Erdélyi Magyar Műszaki Tudományos Társaság
- Erdélyi Múzeum-Egyesület

## Forrás
- Erdélyi magyar ki kicsoda. Nagyvárad: RMDSZ–BMC Kiadó. 2010.   345. o. ISBN 978-973-00725-6-3
- Kerekes Sándor méltatása, Művelődés, 2022. április, Online hozzáférés